# Eucynorta bipunctata
Eucynorta bipunctata is een hooiwagen uit de familie Cosmetidae.